# Эскобар, Фабио
Фабио Эскобар Бенитес (исп. Fabio Escobar Benítez род. 15 февраля 1982, Буэна-Виста, Каасапа) — парагвайский футболист, игрок сборной Парагвая.

## Карьера
Начал профессиональную карьеру в составе футбольного клуба «Спортиво Сан-Лоренсо» в 2002 году. В 2003 году перешёл в чилийский клуб «Депортес Пуэрто-Монт», за который провел 31 матч и забил 7 мячей. После выступления в Чили, играл за много футбольных клубов: мексиканский «Толука», парагвайский «Насьональ» и эквадорский «Макара». С 2008 по 2009 год выступал за «Насьональ» из Асунсьона, за это время провёл в его составе 59 матчей, забил 25 мячей. В 2009 году перешёл в аргентинский «Атлетико Тукуман». За 2 года в его составе провел 25 матчей, забил 7 мячей. В период с 2010 по 2013 выступал за футбольные клубы: «Архентинос Хуниорс», «Гуарани» и «Атлетико Уила». В 2013 вернулся домой в Парагвай, где продолжил выступать за футбольные клубы «Депортиво Капиата», «Рубио Нью», «Спортиво Триниденсе», «Депортиво Сантани», «Спортиво Лукеньо», «Депортиво Капиата». В 2019 году стал свободным агентом.
C 2004 по 2008 года вызывался в национальную сборную. В ее составе провел 4 матча, 3 раза выходя на замену, и один раз в основе на товарищеский матч против сборной Кот-д’Ивуара.